# Jaume Juan i Rosselló
Jaume Juan i Rosselló (Santa Maria del Camí, 1909 - Barcelona, 25 de febrer de 1962), va ser un pintor mallorquí.
Va estudiar el batxillerat a Palma. Amic de Jaume Vidal i Alcover, va ser una persona de sòlida formació. De molt jove viatjà per diversos països (Marroc el 1935). Inicià estudis d'arquitectura, medicina i filosofia i lletres. Finalment entrà a l'Escola Superior de Belles Arts de Sant Jordi de Barcelona a estudiar belles arts. Fou amic de Rosa Leveroni. Mentre era a Madrid va esclatar la Guerra Civil. Aconseguí arribar a Barcelona, on va residir durant els tres anys de la guerra, vivint de la venda de les còpies realitzades al Museu del Prado. Finalitzada la guerra retornà a Mallorca. El 12 de juny de l'any 1948 es va formar el Grup dels Set amb pintors com Derqui, Joan Antoni Fuster Valiente, Jaume Juan, Pere Sureda, Francisco Vizcaino i Antoni Sabater.
Els seus quadres semblen jugar dins uns fons obscurs i a la vegada vius i lluminosos. Va fer moltes exposicions. Participà en l'Exposició Internacional de l'Art de 1936 a Montjuïc i a diversos salons de la tardor del Cercle de Belles Arts de Palma. Tornà a exposar a Barcelona el 1945, a Ciutadella el 1948 i a sa Pobla el 1949. El 1948 participà en una important col·lectiva del Grup dels set. El 1962 patí una trombosi cerebral. Traslladat a Barcelona, morí a l'Hospital de Sant Pau el 25 de febrer de 1962.
Va aconseguir dues medalles d'honor de la Diputació Provincial de les Balears. L'any 1963 es va dur a terme una exposició pòstuma a la Galeria Costa. El 1993 es va fer un exposició retrospectiva a la Fundació Barceló. També se'n feu una en el seu homenatge a Santa Maria del Camí. Té dos carrers dedicats, un a Palma i un a Santa Maria del Camí.